# 蒼茫の大地、滅ぶ
『蒼茫の大地、滅ぶ』（そうぼうのだいち ほろぶ）は、西村寿行が著した長編パニック・サスペンス小説である。田辺節雄により漫画化もされている。

## 概要
講談社の雑誌『小説現代』1977年9月号から1978年7月号まで連載され、1978年9月に単行本として刊行された。
中国大陸で大量発生した飛蝗（トノサマバッタ）が日本海を渡り、東北地方に襲いかかって農作物を食い尽くす。直接被害を受けた東北地方のみならず、日本全体に飢餓の危険が迫る。この未曾有の自然災害にあっても日本政府は、人々が飢え故郷を捨てるに至った東北地方を最優先に救済することはない。ついに東北6県は「奥州国」として日本国からの独立を図る。本作は架空の蝗害を題材にしつつ、発刊当時の日本の地方自治政策が抱える問題点をあぶり出し、中央集権の施策を批判する内容となっている。
なお、作中に登場する市町村名や国名等は発刊当時のものとなっている。
長らく絶版状態だったが、東日本大震災の後の2013年に仙台市の出版社荒蝦夷から復刻されたのち、2015年に角川文庫からKindle版として復刻された。

## あらすじ
1977年7月、幅10km、長さ20km、総重量1億9,500万tの飛蝗群が、日本海を越えて日本の青森県へ近づいてきた。空自のF-1による20機で威嚇したもののエンジンが飛蝗を吸い込み白神山地に墜落してしまう。岩木山付近に下りた飛蝗の群れは翌朝に活動を始め、津軽平野の田畑を食い荒らし、交通事故や列車事故まで引き起こす。蝗害が今後東北一帯に広がると考えた青森県知事・野上は、これから始まる混乱を収め蝗害に立ち向かうために、東北各県から1,000人ずつ、計6,000人の若者を集めての〈東北地方守備隊〉を結成する。しかし政府にとってこの守備隊の結成は、地方自治体に与えられた法律上の権限を越える行為と受け止められた。いっぽうで政府は日本国内にある備蓄米を全て都市部へ集めた上で配分する方針を立てる。6県の人口より東京都の人口が多いことも理由にし、東北地方の備蓄米まで接収しようとするが、五所川原市では接収にあたる県警機動隊を刑部ら守備隊と市民が追い返し、他県でも接収を阻止する。しかし青森県を中心に食料品、特に野菜が高騰する。
飛蝗群は岩手県へと南下し始める。さらに盛岡市内に東京からの暴走族グループが侵入して婦女暴行の限りを尽くし、市民も食糧を強奪し始めパニックが広がり、守備隊がかろうじて押さえ込む。8月には青森県内の金融機関は閉鎖され、北上市などでは金融機関の焼き討ちが起きて、まだ蝗害を免れている秋田県から新潟県にまで取り付け騒ぎが広がり、インフレの恐れも出てくる。政府は野上の暗殺を謀って刺客を送り込むも、守備隊に妨害され失敗。衆議院の地方行政委員会では、東北選出の与党議員が東北六県知事会への非常時大権の付与を訴えたが、そのさなかに野上は委員会に喚問される。彼は個人の基本的人権と同様に地方の自治体の自治権を国が奪うことはできないと語り、国税の政策によって国庫補助金に頼らざるを得ない地方自治体の財源の問題を指摘する。
飛蝗禍は宮城県、福島県へ南下していき、望みの綱であった秋田県、山形県の穀倉地帯にもついに群れが向かい始めた。野菜は全滅し、食料品を強奪する暴動が起こる。失業者が増加し、女性の身柄が買われて彼女と共に家を捨てて去る一家が少なくない。強盗団が暗躍し放火が繰り返される。恐慌が関東にも広がり、9月には株価が大暴落して証券取引所も閉鎖される。さらに円の価値も下がっていった。閣議において政府が決定したのは、被災地にわずか6,000億円の救済費を割り当てることと、公共投資によって日本経済を立て直すということであった。9月末には飛蝗は交尾をし産卵のため一塊になって飛び立つが、風によって広がり、奥羽山脈を中心に広範囲に下りてしまう。それは卵塊を掘り出して殲滅するのが困難になったことを意味した。そのころには草本類は食い尽くされ、農地は真っ黒な糞で覆われていた。食糧の入手が困難となり、飼料も買えず家畜を手放し、さらに失業や農業収入の途絶により生活に困窮し、多くの人々が郷里を捨てて東京などへ出て行く。
冬が過ぎ春になると、農作物が育ち始めた畑に飛蝗の幼虫が現れる。人々はこれらが成虫にならないうちにと殺し続けた。しかし5月には再び飛蝗が群れをなして飛び始める。6月には人々の間に暴動が広がる。救援物資を満載した列車が転覆し、人々が争って物資を強奪すると、国道が渋滞で戻ることもできないうちに飛蝗の大群が近づき人間を襲って物資を食べ尽くす。ついには東北地方から60万以上の人々が難民となって徒歩で東京へ避難し始めるが、途中の栃木県等で女性達は売春をして家族の食糧や現金を得、男達は地元の女性を強姦する。難民による掠奪も起こり、栃木県と埼玉県は県内への宿泊も滞在も拒否する声明を出す。さらに茨城県、群馬県、そして目的地の東京都も難民受け入れを拒否した。6月下旬にはすでに都内にいる60万の難民が暴動を起こし始める。荒川の新荒川大橋付近では、都内に入り込もうとする難民が機動隊と衝突する。
6月25日、野上は5県知事と共に岩手放送会館のスタジオに入る。野上がマイクを通して、東北を去った150万人の難民に、そして東北中の人々に語りかける。……戊辰戦争では奥羽越大同盟を結んで戦うも、農民の協力が得られず、敗れて中央政府の隷属となった東北諸藩。山林を国有林にされ都会で低賃金で働かざるを得なくなった農民達。東北出身者は郷里で食えるからと解雇される差別。身売り、娘売り。最上婆ァと呼ばれる子買い。満州への移民。やがて東北地方に工場が建てられ経済が成長した半面、稲作は減反が命ぜられ酪農家は輸入飼料を買う。もう中央政府に幻想を抱いてはならない。我々は日本国から独立する。故郷に戻れば食糧を保証する。若者は最寄りの守備隊へ加わるように……。東京都の手前で足止めされていた難民がラジオでこれを聞き、北へ戻り始める。
日本から独立した「奥州国」を国家承認したのはアメリカとソビエト連邦だけだったが2国から食糧援助を受けられることとなった。奥州国は首都を盛岡市に定め、行政の足固めを進める。6月29日、数日前から活動がおとなしくなっていた飛蝗群が一斉に飛び立ち、東北の大地から去った。群れが餌を求めて関東平野に流れ込めば、日本政府は奥州国を抑えるどころではなくなり、その間に奥州国は豊かに復興できる。しかし飛蝗群が向かったのは、奥州国・日本国の誰一人予想しなかった方角であった。

## 登場人物

### 奥州国
野上 高明
59歳、青森県知事で東北六県の知事会長でもある。中央政界にあった頃は次期首相と目される人物であったが引退し、帰郷して知事となった。東北の他県の知事からの信頼も篤い。恩師の指示で訪ねてきた刑部から飛蝗禍の説明を受けると直ちに対応策を立て始め、盛岡市の岩手県合同庁舎内の知事執務室を改装した〈東北六県知事会議室〉において、〈タスク・フォース本部〉による被害予測を参考に他県知事らと協議を重ねる。いっぽうで刑部を見込んで東北地方守備隊の総隊長に任命し、さらに自分の娘・香江と結ばせる。奥州国の独立宣言をし、暫定政府の首相に就く。総白髪で鋭い双眸をもつ威厳のある容貌と描写される。東北地方の人々を救うため「私が憲法、法律である」とまで言い切る強靱な意志をもつ。
刑部 保行（ぎょうぶ やすゆき）
35歳、青森県出身。弘前大学理学部生物学科の講師で昆虫を専攻。恩師に指示され野上知事と会い、彼に飛蝗対策委員会の責任者に任じられる。野上との面会を重ねるうちに彼のために命を賭ける覚悟を固める。彼の娘香江に引き合わされ、さらに東北地方守備隊の総隊長に任ぜられる。奥州国独立後の戦争を戦い続け、岩手県の山伏トンネルから湯田町への移動中に追跡部隊のAH-1 コブラの攻撃で死亡。なお、漫画版では山伏トンネルで攻撃されたのは囮部隊であり、刑部は最後まで生存している。
野上 香江（のがみ かえ）
野上の娘。尊敬する父の勧めに従い刑部と結ばれる。東北地方守備隊の一員となり指揮にあたる。青森市内での市街戦のさなかに死亡。
長田 俊一
青森県警察本部長。野上に指示され、6県各警察と東北地方守備隊とともに取り締まりを行うことに。しかし警察庁からの命令により県警機動隊を備蓄米搬出のため差し向け、搬出を拒む野上の説得にもあたった。今後守備隊と敵対することを心配し辞職を考える。
永臣 義介
青森県公安委員長。国家公安委員長の指示を受け、警視庁の要請を受けて備蓄米搬出のため関東の県警に応援を依頼する。県民を裏切ったという意識に苦しみ野上に辞意を伝える。
矢神 鋭介
野上の援助で大学を卒業し、警察庁に勤務していたが、野上に請われて辞職。警視庁公安特科隊員の平賀忠宏と陸幕二部別室所属の諜報員・甲斐竜二と原田捨吉、警察庁の公安課員1人、公安調査庁職員1人を引き抜いて野上の元へ。彼らは諜報活動を専門にし、東北地方守備隊に政府の派遣した潜入捜査員がいることも掴む。矢神は野上と最後まで行動し、彼の遺体を運び去る。
尾形 哲造
九州出身。自衛隊では陸将で第一空挺団の団長であったが、部下の植田直之、島田惟道とともに辞職し、野上のボディガードとなる。東北地方に縁はないが、空将補の頃訓練中に隊員を死なせ野上に助けられた借りがあって野上の招きを受け、戦争屋として独立戦争を戦い抜く。野上と最後まで行動し、追っ手を倒すが自身も銃弾を受けてしまう。
後藤 哲三
秋田県出身。自衛隊を辞めて仲間と共に守備隊に参加し、本隊より機動性の高い混成団を結成して隊長となる。彼らが青森県を中心に婦女暴行や略奪を繰り返したことで守備隊本体への信頼が失墜。彼はさらに強盗団も暗躍させていた。軍需産業のM社の別荘に潜んでいたところを仲間もろとも尾形らに爆殺される。
矢代 悦男
秋田県東成瀬村の分村檜山村の出身。秋田市内の農業機械製造工場で働いていたが飛蝗禍で倒産し、東北地方守備隊に入って分隊長を務める。一度は隊を辞めて家族と共に東京へ向かうが、独立宣言を聞いて戻り、最後まで野上を守り続ける。川島に野上を刺殺され、泣きながら川島を刺し殺した。漫画版では未登場。
川島 安弘
政治学者で野上のブレーン。東北地方守備隊が奥州国成立後に〈奥州国警備隊〉に改称されたがその参謀も務める。盛岡市が爆撃され奥州国議会（旧岩手県庁舎）などが破壊された後、わずかな人数で鶯宿に逃れた野上らと行動を共にしていたが、東京在住の彼の妻を人質に日本国側のスパイから脅迫を受けていたため、隙を見て野上を刺殺。直後に矢代に殺される。漫画版では、刑部によって射殺されている。
北村 義重
奥州国警備隊青森隊の隊長。第七師団第二三連隊が青森港に強行接岸した際、警備隊と集まった市民らとで阻止にあたり、背後から制圧に来た第九師団第五連隊とも乱闘になる。その最中市民側が武器を奪って反撃し、自衛隊員200名が死亡する事態に。この後東北内の各師団からの武器を持ち出しての脱走が相次ぐ。武力衝突を避けようと各県警備隊の隊長を説得していた刑部は当初、自衛隊との戦闘のため緊急動員をかけた北村に反発した。
原田
秋田県岩城町出身。第九師団所属の自衛隊員だったが「奥州国生まれ」の仲間と共に脱走。青森市の市街戦を生き残り、刑部と共に十和田市そして湯田町まで転戦。
東北各県知事
加藤 兵吉（岩手県知事）、納谷 十次郎（宮城県知事）、板坂 治助（秋田県知事）、兼松 鉄造（山形県知事）、能見 博哉（福島県知事）
野上を深く信頼し、国務大臣に就任し共に奥州国の運営にあたる。奥州国の首都となった盛岡市が爆撃され、政府が闇に潜んだ後、知事たちは日本国の法廷で独立の正当性を訴えるべく自ら日本国側に逮捕された。
東北から選出の国会議員たち
与党所属の47人の衆議院・参議院の議員たち。幹事長・曲垣に要求して地方行政委員会と衆院予算委員会を開かせる。その1人、明野数重が非常時大権付与の動議を出したが、野上が取り消させる。彼らは野上の独立宣言の直後に政府に辞任を告げ日本国を去り、奥州国において国務大臣となる。盛岡の政府が崩壊した後は闇に潜んで移動政府となり、独立戦争を続けるはずだった。
斎藤 吉則
十和田市長。青森市を壊滅させた第九師団の進軍を止めるべく、市民に呼びかけ1万人を蜂起させ、自らも最前線に座り込む。しかし十和田市は六一式戦車による砲撃を受け炎上する。
秋野 平造
青森県出身。理学部教授。刑部の東京大学農学部時代の恩師であり、同郷であることから刑部は在京時から秋野をしばしば訪ねていた。日本では数少ない飛蝗の研究者。
篠村 良吉
関西出身。情報工学者。秋野に請われて岩手県合同庁舎内の〈タスク・フォース本部〉に参加し、東北大学と福島大学の大型コンピュータ4台をオンライン接続して飛蝗被害のシミュレーションを作成する。野上に惹かれ、独立宣言後も奥州国に留まる。

### 日本国
畦倉（あぜくら）
日本国総理大臣。次期首相となるべき実力を持ちながら野に下った野上と向き合える人物が政府におらず、東北地方守備隊の結成を苦々しい思いで受け止める。野上の殺害を図り暗殺者を送り込むことも。妻が軍需産業の商社M社の会長の娘でありM社が閨閥であることから、防衛費の凍結を恐れたM社と利害が一致。独立した奥州国に自衛隊を派遣し鎮圧にあたった。盛岡市を前に主力の第九師団が敗走したことから、航空自衛隊による盛岡爆撃を命じる。
広海
農水大臣で、野上が中央政界にあった頃の手兵。青森に飛蝗が来襲したが政府の対応が遅れがちな中、視察のため青森へ向かったが、青森空港上空で乗っていたYS11機が飛蝗の群れと遭遇して墜落し、死亡。
中江
広海の後に農水大臣となる。蝗害により都市部が食糧不足となる危険を指摘し、日本各地にある政府備蓄米を都市部に集めることを提案。東北地方からも蝗害が広がらないうちに接収するよう訴える。
曲垣（まがき）
幹事長。野上とは盟友だった。飛蝗禍が始まってからずっと財政投融資と防衛費を凍結しての特別予算を被害地域に回すべきと主張していた。奥州国に自衛隊を差し向けようとする首相を止めようとするが、右翼団体により暗殺される。彼が畦倉を追い落として首相となっていれば、日本国は奥州国と歩み寄り和解できたかも知れなかった。
宮根
自治大臣。地方行政委員会に喚問された野上と激しく論争する。
三浦
東京都知事。東京に流れ込んできた東北からの避難民が増加しつつあり都の財政が苦しい中、さらなる難民の受け入れを首相から求められ苦悩するが、最終的に受け入れを拒否。
平田 禎三
日本最大の商社「三井商事」の社長。野上の依頼により、東北地方の人々のための食糧や医薬品、稲の苗などを長期延べ払いの条件で買い集める。商品を奥州国へ搬入しようとするのを首相に詰られても止めることはなかった。
由木
第九師団の師団長で陸将。飛蝗群が青森に到達したため出動した際に刑部と会っている。次に刑部と会ったのは、青森港に接岸した第二三連隊が奥州国警備隊から武器を奪われ自衛隊員が射殺されるなどの事件に関わる交渉のためであった。交渉は決裂し、第九師団から攻撃開始を伝えられた直後、野上の暗殺（実際は替え玉）が報道される。衝撃を受けた香江は由木と部下を射殺してしまい、それまで自衛隊と砲火を交えることを避けていた刑部も警備隊に先制攻撃の指示を出す。
平川
自衛隊の陸将で、尾形の退職後に第一空挺団長となる。重装備の降下兵を小岩井農場から盛岡市に進軍させて制圧。大火災から逃れる盛岡市民を捕らえて尋問し、警備隊員を拷問にかけ、脱出した野上や首脳部の行き先を探り、陣頭に立って捜索にあたる。
杉宗 定則
香江が学生運動に身を投じていた頃の恋人だが香江の体目当てのような男だった。東北地方の女性を売春のため買い集める組織に加わり、買った女性を犯しているところを偶然香江ら守備隊が取り押さえた。香江は彼を手足を縛ったまま北上川へ投げ込んだ。

### その他
トーマス・マッキンレイ卿
英国王立飛蝗研究所（ローヤル・ローカスト・センター）の所長。アメリカの軍事衛星が日本海上空の巨大物体を飛蝗群と識別して研究所に連絡し、卿は畦倉首相に直接電話をして警告する。
ヴィクター・ミッチェル
アメリカ合衆国大統領補佐官。極秘で三沢基地に向かい野上と対談。帰国後に大統領と国務長官、CIA長官と何らかの会合を開いた模様。

## 出版物
- 『蒼茫の大地、滅ぶ』講談社、1978年、上下巻（絶版）
- 『西村寿行選集 蒼茫の大地、滅ぶ』徳間書店、1981年、上下巻（絶版）（絶版）
- 『蒼茫の大地、滅ぶ』講談社〈講談社文庫〉1981年、上巻 ISBN 978-4061362000、下巻 ISBN 978-4061362017
- 『蒼茫の大地、滅ぶ』角川書店〈角川文庫〉1984年、上巻 ISBN 978-4041407462、下巻 ISBN 978-4041407479 （絶版）
  - Kindle版 2015年、上巻 ASIN B00V9GOXSE、下巻 ASIN B00V9GOY0Q
- 『蒼茫の大地、滅ぶ』荒蝦夷　2013年12月9日　ISBN 978-4-904863-33-6 C0093（絶版）

### コミック版
1980年に田辺節雄によるコミック版が『プレイコミック』（秋田書店）に連載された。
- 『蒼茫の大地、滅ぶ』秋田書店〈秋田漫画文庫〉、1980年、1・2巻
- 『蒼茫の大地、滅ぶ』秋田書店〈秋田コミックス・セレクト〉、1985年、第1・2巻
- 『蒼茫の大地、滅ぶ』世界文化社〈アリババコミックス〉、2003年、上下巻